# Electronics Architecture and Software Technology - Architecture Description Language
Electronics Architecture and Software Technology - Architecture Description Language (EAST-ADL) ist eine Modellierungssprache in der Automobilindustrie. Sie geht über die reine Software-Modellierung hinaus in die Systemmodellierung. Sie wurde im Rahmen zweier EU-Forschungsprojekte entwickelt und 2004 erstmals veröffentlicht.
Das Hauptziel von EAST-ADL ist es, eine Sprache für die eindeutige Beschreibung von software-intensiven, eingebetteten elektronischen Systemen im Automobil zu bieten und das Erstellen von Modellen, zur Unterstützung von Design, Analyse oder der Darstellung von Systemverhalten, zu ermöglichen.
EAST-ADL definiert vier aufeinander aufbauende Abstraktionsebenen:
- Feature (Vehicle)-Ebene
- Analyse-Ebene
- Design-Ebene
- Implementierungsebene

## Akzeptanz von EAST-ADL in der Automobilindustrie
Obwohl die Modellierung mit EAST-ADL viele wichtige Aspekte in der Fahrzeugentwicklung adressiert,
ist die praktische Akzeptanz in der Automobilindustrie gering (Stand 2010). Die großen Automobilhersteller (OEMs)
verfolgen eigene Ansätze und beteiligen sich nicht an der Definition von EAST-ADL.
Da EAST-ADL von UML abgeleitet ist, benötigt man zur Modellierung Kenntnisse von UML sowie deren Eigenschaften (Klassen, Stereotype usw.).
Unter Automobilingenieuren gibt es trotz steigender Anzahl von Informatikern und Softwareentwicklern eine sehr große Anzahl von Spezialisten anderer
Fachrichtungen (Maschinenbau, Elektronikentwickler, Prozessexperten usw.), die andere Vorgehensweisen bevorzugen.
Dies ist vor allem deswegen kritisch, da EAST-ADL die Zusammenarbeit unterschiedlicher Personengruppen ermöglichen soll.

## Modellierungstools und Dateiformat
Aktuell (Stand 2010) gibt es noch kaum kommerzielle UML-Tools mit Unterstützung von EAST-ADL. Das einzige Tool mit EAST-ADL2-Unterstützung ist Papyrus UML, das im Rahmen des ATESST-Projektes als Konzeptdemonstrator erstellt wurde. Daneben gibt es noch einige Tools mit Unterstützung der älteren EAST-ADL1-Version von 2004. Es gibt noch keine Ankündigungen zu einem Update zu EAST-ADL Version 2 dieser Tools. Ferner gibt es kein standardisiertes Datenaustauschformat, mit dem EAST-ADL
Modelle unter unterschiedlichsten Tools ausgetauscht werden können.